# Piła tango
Piła tango – drugi studyjny album zespołu Strachy na Lachy, wydany 7 listopada 2005 roku przez S.P. Records. Prace nad albumem (sesje nagraniowe, miksowanie i mastering) trwały od 30 maja do 1 sierpnia 2005 w Studiu „Q” w Żeleźnicy pod Piłą. W nagraniach brał udział akordeonista Arkadiusz Rejda, który pod koniec sierpnia tego samego roku dołączył na stałe do zespołu.
18 października 2008 w klubie Palladium, podczas koncertu promującego płytę Zakazane piosenki, odbyło się oficjalne wręczane złotej płyty przez wytwórnię S.P. Records za album Piła tango.
W drugiej połowie grudnia 2015, nakładem S.P. Records, album Piła tango ukazał się w formie podwójnej płyty gramofonowej w limitowanej liczbie egzemplarzy.

## Lista utworów
Muzyka i słowa: Krzysztof „Grabaż” Grabowski, o ile nie zaznaczono inaczej.
1. „Strachy na Lachy” – 3:47
2. „Dzień dobry kocham cię” – 3:21
3. „Jedna taka szansa na 100” – 4:17
4. „Moralne salto” – 5:50
5. „Niecodzienny szczon” – 5:14
6. „Co się stało z Magdą K?” – 3:45
utwór z repertuaru grupy Perfect, autorzy: Zbigniew Hołdys i Andrzej Mogielnicki
7. „Piła tango” – 6:02
8. „Czarny chleb i czarna kawa” – 3:23
muzyka i tekst: tradycyjne
9. „List do Che” – 5:16
muzyka: Longin Bartkowiak
10. „Zimne dziady listopady” – 8:10
11. „Na pogrzeb króla” – 10:00

## Teledyski
1. Dzień dobry kocham cię
2. Piła tango
3. Moralne salto
4. Jedna taka szansa na 100

## Skład
- Krzysztof Grabowski „Grabaż” – śpiew, gitara
- Andrzej Kozakiewicz „Kozak” – gitara, śpiew
- Longin Bartkowiak „Longin Lo” – gitara basowa, śpiew
- Mariusz Nalepa „Maniek” – konga, gitara, harmonijka ustna, śpiew
- Rafał Piotrowiak „Kuzyn” – perkusja
- Sebastian Czajkowski „Anem” – instrumenty klawiszowe, śpiew
- Arkadiusz Rejda „Pan Areczek” – akordeon

## Pozycje na listach
| Lista | Kraj   | Pozycja |
| ----- | ------ | ------- |
| OLiS  | Polska | 4       |